# Magura (miasto)
Magura (beng. মাগুরা) – miasto w Bangladeszu (prowincja Khulna). Według danych szacunkowych na rok 2009 liczy 146 287 mieszkańców.